# Nový železniční most (Bělehrad)
Nový železniční most (srbsky Нови железнички мост/Novi železnički most) se nachází v Bělehradu na řece Sávě. Byl vybudován v letech 1975–1975 v souvislosti s přestavbou bělehradského železničního uzlu a potřebou vzniku nového mostu pro vnikající nádraží Beograd-Centar. Nachází se 250 m proti proudu řeky od Starého mostu. Dlouhý je 1928 m; z toho 579 m se nachází nad pravým břehem, 791 m nad levým břehem a 558 m nad řekou Sávou. 
Projektantem mostu byli srbský stavební inženýr Nikola Hajdin a stavební inženýr Ljubomir Jeftović. Most je zavěšen na dvou pylonech o výšce 52 m.